# The Upsetters

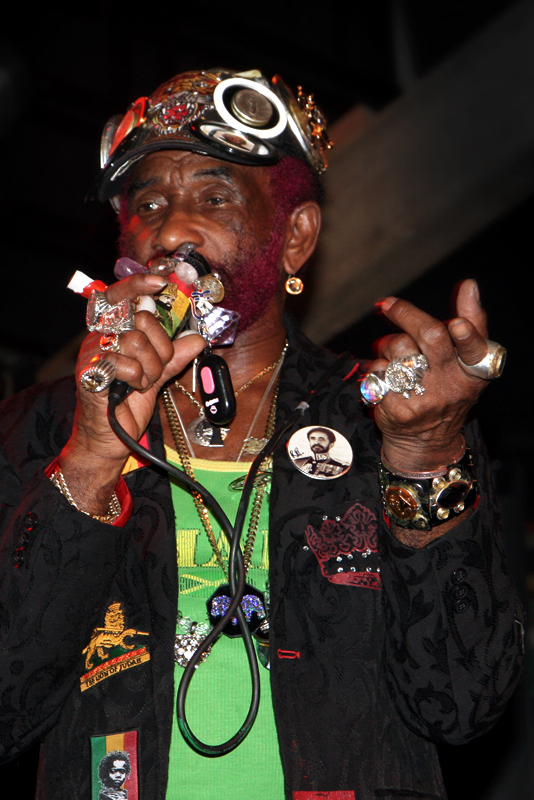
Lee „Scratch” Perry (2009), muzyk często współpracujący z grupą w latach 60. i 70.

The Upsetters – jamajski zespół muzyczny reggae, najbardziej znany jako grupa towarzysząca (ang. house band) producenta i wokalisty Lee „Scratch” Perry’emu, aktywny od 1968 do 1986 roku. Jej nazwa wzięła się od pseudonimu Perry’ego The Upsetter, który to zyskał dzięki piosence I Am the Upsetter, krytykującej producenta Clementa Dodda, i instrumentalnemu utworowi The Upsetter z 1968. Nazwę Upsetter nosiła też założona przezeń w 1968 wytwórnia. Większość albumów muzyka z lat 70. jest sygnowana jako Lee Perry & The Upsetters, a niektóre (m.in. Super Ape) tylko przez grupę. Przez jej skład przewinęli się znani muzycy reggae, m.in. Sly Dunbar, Boris Gardiner, Glen Adams czy bracia Carlton i Aston Barrett.

## Historia
Zespół początkowo nazywał się Gladdy's All-Stars (od jednego z członków Gladdy'ego Andersona) i sam nagrał kilka utworów, w tym Love Injection oraz instrumentalny Return of Django, który dotarł do 5. miejsca UK Singles Chart. Ówcześni członkowie to: Gladdy Anderson i Winston Wright (keyboardy), Jackie Jackson (gitara basowa), Hugh Malcom i Lloyd „Tin Legs” Adams (perkusja). Ze względu na inne obowiązki zespół nie uczestniczył w trasie koncertowej Perry’ego i zespołu The Wailers po Europie w 1969 – zamiast nich muzyka wspierała grupa The Hippy Boys w składzie: Glen Adams (keyboardy), Alva „Reggie” Lewis (gitara), Aston „Family Man” Barrett (bas) i Carlton Barrett (perkusja). Po powrocie z trasy The Wailers i The Upsetters współpracowali ze sobą, co jednak zostało przerwane przez kłótnię Perry’ego z Bobem Marleyem i rozejście się ich dróg. Po tym okresie skład często się zmieniał, gdyż Perry korzystał z muzyków wybranych przez siebie lub tych, którzy akurat przebywali w studio. Skład wykrystalizował się w okresie tzw. Black Ark (nazwa studia nagraniowego Perry’ego), trwającym od 1974 do 1979. Jego skład przedstawiał się wówczas następująco: Boris Gardiner (bas), Mikey Richards, Sly Dunbar and Benbow Creary (perkusja), Earl „Chinna” Smith (gitara), Winston Wright and Keith Stirling (keyboardy). W 1979 muzyk prawdopodobnie spalił swe studio i odtąd rzadko współpracował z The Upsetters. Ostatnie ich wspólne nagranie pochodzi z 1986. W okresie świetności zespół współpracował też z innymi jamajskimi twórcami reggae, Juniorem Murvinem czy Maxem Romeo (razem nagrali popularny utwór Chase the Devil).

## Skład
Gitara basowa
Aston „Family Man” Barrett, Jackie Jackson, Boris Gardiner, Radcliffe Bryan, Robbie Shakespeare, Spike
Perkusja
Carlton Barrett, Lloyd „Tin Leg” Adams, Lloyd Knibb, Mikey Richards, Sly Dunbar, Benbow Creary, Winston Grennan, Hugh Malcolm, Peng
Keyboard
Glen Adams, Winston Wright, Ansel Collins, Gladstone Anderson, Keith Stirling, Theophilus Beckford, Robbie Lyn, Augustus Pablo, Mark Downie, Russ Cummings
Gitara
Alva Lewis, Hux Brown, Earl „Chinna” Smith, Ron Williams, Ernest Ranglin, Willie Lindo, Michael Chung, Robert Johnson, Geoffrey Chung, Mark Downie, Tarlok Mann
Saksofon
Val Bennett, Tommy McCook, Richard „Dirty Harry” Hall, Glen DaCosta, Lloyd Clarke
Instrumenty dęte
Vin Gordon, Ron Wilson, Bobby Ellis, David Madden, Egbert Evans, Trevor Jones
Wokal
Lee Perry, Dave Barker, Leo Graham, Junior Murvin, Junior Byles, Max Romeo, Jah Lion

## Dyskografia

### Z Lee „Scratch” Perrym
- Return of Django (1969)
- Many Moods of the Upsetters (1970)
- Scratch the Upsetter Again (1970)
- The Good, the Bad and the Upsetters (1970)
- Eastwood Rides Again (1970)
- Cloak and Dagger (1973)
- Rhythm Shower (1973)
- Upsetters 14 Dub Blackboard Jungle (1973)
- Clint Eastwood (1973)
- Double Seven (1974)

Era Black Ark
- DIP Presents the Upsetter (1975)
- Musical Bones (1975)
- Return of Wax (1975)
- Kung Fu Meets the Dragon (1975)
- Revolution Dub (1975)
- Super Ape (1976)
- Return of the Super Ape (1978)

Po erze Black Ark
- Black Ark in Dub (1980)
- Battle of Armagideon (Millionaire Liquidator) (1986) jako Mr. Lee 'Scratch' Perry and the Upsetters

### Z innymi wykonawcami
- The Rough Guide to Dub (2005, World Music Network)
- Junior Murvin: Police and Thieves (1977)
- Max Romeo & The Upsetters: War ina Babylon (1976)
- The Heptones: Party Time (1977)
- Dave Barker meets The Upsetters: Prisoner of Love (1970)
- Full Experience: Full Experience (1990)